# 유방유두종
유방유두종(Papillary carcinomas of the breast, PCB)은 유방암의 희귀 형태이다. 세계보건기구(2019)는 유방의 유두상 신생물(예: 양성 또는 암성 종양)을 관내 유두종, 유두관 상피내암종(PDCIS), 피막성 유두암종(EPC), 고형유두암종(SPC)의 5가지 유형으로 분류했다. 및 침윤성 유두암종(IPC)이 있다. 여기서는 후자의 4가지 암종이 고려된다. 관내 유두종은 양성 신생물이다. 세계보건기구(WHO)는 고형 유두상 암종에는 상피내 SPC와 침윤성 SPC라는 두 가지 아형이 있는 것으로 간주했다.
PCB는 외분비선이나 기관, 혈관 또는 많은 내부 장기의 충치 내부 표면으로 이어지는 관의 외부 표면을 덮는 상피 세포에서 발생한다. PCB는 유선관의 상피 세포에서 유래된 암종이다. 이는 임상적으로, 조직학적으로, 생물학적으로 이질적인 유방암 그룹으로, 다른 유두상 유방 병변은 물론 서로 구별하기 어려운 경우가 많다. PBS 종양을 식별하려면 유방의 유두 병변에 대해 잘 알고 있는 유방 병리학자의 의견이 필요할 수 있다.
네 가지 유형의 PCB는 부분적으로 다음을 포함한 몇 가지 미세한 특징으로 정의되고 진단된다.
1. 인접한 정상 조직으로의 종양 침범의 존재
2. 근상피 세포, 즉 일반적으로 유선관의 기저막에 위치하며 수축하여 유선에서 젖을 배출하는 세포의 존재 및 위치 근상피 세포의 두 가지 마커인 사이토케라틴 5 및 케라틴 6A를 검출하는 6개의 항체[3][6]
3. 암종을 둘러싸는 두꺼운 섬유질 피막의 존재[6]
4. 신경내분비 분화 영역의 존재, 즉 특히 신경분비 과립, 즉 뉴런에서 발견되는 직경 약 180 나노미터의 세포질 과립의 존재를 포함하여 신경과 호르몬 생산 세포의 특징을 결합한 특징을 가진 축적된 종양 세포 부위 분비세포[9]
5. 점액 함유 과립을 함유하는 인장 고리 모양 세포의 존재[10]